# Рібаненг
Рібаненг (англ. Ribaneng) — одна з місцевих громад, що розташована в районі Масеру, Лесото. Населення місцевої громади у 2006 році становило 7 509 осіб.